# スモーキー永田
スモーキー永田（スモーキーながた、本名：永田 和彦〈ながた かずひこ〉、1963年（昭和38年）2月24日 - ）は、日本の自動車整備士。北海道野付郡別海町出身。自動車のチューニングを専門とする整備工場「トップシークレット」の経営者。

## 経歴
小学校、中学校時代に既にオートバイを乗り回し、15歳頃には四輪車両を改造して走り回り、自動車ディーラーへ就職するも車両を改造し過ぎて解雇された、と公言している。後に自動車パーツ会社『トラスト』の社員を経て、自動車改造専門の整備工場（企業）『トップシークレット』を設立し、社長を兼務している。
大パワー車両の製作実績に富み、手掛けた大馬力仕様のRB26は400基を超える。その反面、三菱・ギャランGTOに、NA化した4G63を搭載した車両も製作するなど、NAエンジンを好む一面もある。NAエンジンではVQ37VHRが一番の好みで、海外ユーザーの依頼によって日産・フェアレディZ Z34を、パワーハウスアミューズと共同でフルメカチューンした事もある。その際、パワーチェックは自らが試乗して行った。
2003年、自動車雑誌『Option』の企画にて日産・スカイラインセダン V35をベースに、エンジンをVQ35改VK45に換装、HKS製GT-RSタービンを2個搭載しツインターボへ、更に駆動系のトランスアクスル化を施した『V35 GT-R』を製作した。そして、これをドイツ・アウトバーンに持ち込み最高速に挑戦、341 km/hを記録した。これは東京オートサロン会場で編集部員に漏らした事からスタートした企画だが、「相当後悔している」と連載する雑誌記事文中で発言している。
2007年には、究極の最高速マシン製作のために80スープラをベースに、センチュリー用のV型12気筒エンジンである1GZ-FEを850 hp （NOS使用時943hp）ほどまでチューンして換装した『TS8012V・nardo（通称：V12スープラ）』を製作した。2008年1月にはイタリアのナルド・サーキットの高速周回路で最高速に挑み、目標の360 km/hに届かずも、358 km/hを記録した。
同年12月には、R35型GT-Rを千葉県内で初めて購入した。本人は、購入のために店の車を数台手放したと語っている。
2013年、ナルド・サーキットにGT-Rを持ち込み最高速に挑戦、377 km/hを記録した。

## 人物
国内においては首都高の料金所ごと、海外においては最高速トライアルのスタート前にバーンアウトを行う事で有名になり、そこから「スモーキー」と言うニックネームで呼ばれる。なお、開通直後の東京湾アクアラインでも行っている。
過去に数回、スピード違反等で現地の警察により逮捕され、『Video Option』にも2回の逮捕が収録されている。特に1998年11月4日の早朝にイギリス・A1(M)において制限速度70マイル/h（約112km/h）の高速道路を時速317kmのスピードを出し、205キロオーバーで逮捕される事件を起こしイギリス国内の高級紙などで報道されるも、証拠映像として押収されたビデオテープがNTSC規格のビデオのもので、イギリスで主流であったPAL規格の機器では再生出来なかった為、10年間のイギリスへの入国禁止処分の他、28日間の免停及び155ポンド（35ポンドの裁判手数料を含む）の罰金が科せられたのみで、実刑は科されずに済んだ。その後イギリスのMAX POWERで大々的にこの事が取り上げられた為、ストリートレーサーに半ば英雄扱いされる。本人はこの件に関して誇りに思うと述べており、雑誌『Option』などの誌面には世界最高速度違反者の表記も見受けられる。そのためか、イギリス連邦に所属するニュージーランドの展示会に参加した際は、スモーキーにサインを貰うために走り屋の行列が出来てしまったほどである。
1997年12月18日、東京湾アクアライン開通式において、RB26DETT搭載のスープラで木更津金田ICから入線し整理券を受けて数日前より開通を待つも、当日来訪した他車両に一番乗りを先越された憂さ晴らしと目立ちたいために、ラインロックを行いバーンアウトと0-300km/h計測を行った。
自動車を改造するチューナーとしては世界的に有名であり、特に欧米ではJDMのレジェンドの位置づけにある。